# Rachel Nichols
Rachel Emily Nichols (Augusta, Maine, 1980. január 8. –) amerikai színésznő és fotómodell.

## Fiatalkora és tanulmányai
Jim és Alison Nichols gyermekeként született Augustában, Maine államban. A Cony középiskolába járt, ahol magasugrásban jeleskedett. Ezt követően a New York-i Columbia Egyetem közgazdaságtan és pszichológia szakára járt, ahol 2003-ban végzett.

## Pályafutása
Kezdetben modellkedett Párizsban. Több neves cég reklámkampányában vehetett részt. A modellkedés mellett drámaórákra is járt.
Első filmes lehetőségét az Ősz New Yorkban című filmben kapta, egy modellt kellett alakítania, ami testhezálló szerep volt számára. A film főszereplői Richard Gere és Winona Ryder. Ezt követően a Szex és New York című sorozatban jutott neki egy kisebb szerep. Még ugyanebben az évben ment el a Dumb és Dumber - Miből lesz a dilibogyó szereplőválogatására, ahol egy újságírónő szerepét kapta meg. Bár a film a kritikusok körében nem aratott sikert, Rachel-nek jó gyakorlat volt.
Ez után még több kisebb szerep következett, többnyire horrorfilmekben, mint pl. A rettegés háza vagy Az erdő. Előbbiért elnyerte a Teen Choice Awards-ot.
2005 és 2006 között két sorozatban is játszhatott. A The inside című sorozatban Rebecca Locke különleges ügynököt alakította 13 részen át, míg a nálunk is sikerrel vetített Alias című akciósorozatban Rachel Gibson számítógép-szakértőként erősítette a CIA csapatát 17 részen át. 
Több kisebb szerep után 2009-ben a G. I. Joe: A kobra árnyéka című akciófilmben olyan sztárokkal játszhatott együtt, mint Jonathan Pryce, Dennis Quaid, Channing Tatum, Marlon Wayans, Joseph Gordon-Levitt, Byung-Hun Lee, vagy Sienna Miller. Még ugyanebben az évben a Star Trek című mozifilmben is feltűnt, Gaila szerepében. A 2010-es Meskada című drámában övé lett az egyik főszerep.
2010 és 2011 között a Gyilkos elmék című sorozat 13 epizódjában alakította Ashley Seaver FBI ügynököt. Ezzel egyidőben eljátszhatta Tamarát, a királynőt védeni hivatott harcost a 2011-es Conan, a barbár című filmben, amely a klasszikus 1982-es Schwarzenegger-film újrafeldolgozása. A 2011-es A papagáj című romantikus főszerepében is őt láthatjuk.
Ez után több kisebb-nagyobb sorozat és filmszerep következett, majd 2012 és 2015 között 42 részen át alakíthatta Kiera Cameront a Continuum című sci-fi sorozat főszereplőjeként. A Lángoló Chicago-ban Jamie Killian szerepét töltötte be hat epizódban is, majd ismét egy horrorfilm, a 2016-os Járvány volt soron. 2017 és 2018 között a nálunk is sikerrel vetített A titkok könyvtára sorozatban négy alkalommal is magára öltötte Nicole Noone szerepét.

## Filmográfia

### Film
| Év   | Magyar cím                              | Eredeti cím                             | Szerep                        | Magyar hang        |
| ---- | --------------------------------------- | --------------------------------------- | ----------------------------- | ------------------ |
| 2000 | Ősz New Yorkban                         | Autumn in New York                      | modell a bárban               |                    |
| 2003 | Dumb és Dumber – Miből lesz a dilibogyó | Dumb and Dumberer: When Harry Met Lloyd | Jessica Matthews              | Nemes Takách Kata  |
| 2004 |                                         | Debating Robert Lee                     | Trilby Moffat                 |                    |
| 2005 | A rettegés háza                         | The Amityville Horror                   | Lisa                          | Vadász Bea         |
| 2005 | Az eladólány                            | Shopgirl                                | Trey barátnője                |                    |
| 2006 | Az erdő                                 | The Woods                               | Samantha Wise                 | Csuha Borbála      |
| 2007 | Viszlát, Bajnok!                        | Resurrecting the Champ                  | Polly                         | Sánta Annamária    |
| 2007 | P2 – A rettegés új szintje              | P2                                      | Angela Bridges                | Kovács Patrícia    |
| 2007 | Charlie Wilson háborúja                 | Charlie Wilson's War                    | Suzanne                       | Peller Mariann     |
| 2007 | Charlie Wilson háborúja                 | Charlie Wilson's War                    | Suzanne                       | F. Nagy Erika      |
| 2008 | Négyen egy gatyában 2.                  | The Sisterhood of the Traveling Pants 2 | Julia Beckwith                | Dögei Éva          |
| 2009 | Star Trek                               | Star Trek                               | Gaila                         | Bogdányi Titanilla |
| 2009 | G. I. Joe: A kobra árnyéka              | G.I. Joe: The Rise of Cobra             | Shana "Scarlett" O'Hara       | Bogdányi Titanilla |
| 2009 |                                         | For Sale by Owner                       | Anna Farrier                  |                    |
| 2010 |                                         | Meskada                                 | Leslie Spencer                |                    |
| 2011 | Conan, a barbár                         | Conan the Barbarian                     | Tamara                        | Zsigmond Tamara    |
| 2011 | A papagáj                               | A Bird of the Air                       | Fiona                         | Bogdányi Titanilla |
| 2012 | Alex Cross                              | Alex Cross                              | Monica Ashe nyomozó           | Vadász Bea         |
| 2013 | A romboló                               | Raze                                    | Jamie                         |                    |
| 2013 |                                         | McCanick                                | Amy Intrator                  |                    |
| 2014 |                                         | Rage                                    | Vanessa Maguire               |                    |
| 2016 | Járvány                                 | Pandemic                                | Lauren Chase / Rebecca Thomas |                    |
| 2016 |                                         | Inside                                  | Sarah Clarke                  |                    |

Rövidfilmek
- A Funny Thing Happened at the Quick Mart (2004) – Jennifer
- Walk Into a Bar (2004) – ismeretlen szerep
- Ollie Klublershturf vs. the Nazis (2010) – Daniella

### Televízió
| Év        | Magyar cím              | Eredeti cím                | Szerep         | Megjegyzések                  |
| --------- | ----------------------- | -------------------------- | -------------- | ----------------------------- |
| 2002      | Szex és New York        | Sex and the City           | Alexa          | 1 epizód                      |
| 2004      | Tűzvonalban             | Line of Fire               | Alex Myer      | 1 epizód                      |
| 2005–2006 |                         | The Inside                 | Rebecca Locke  | főszereplő (13 epizód)        |
| 2005–2006 | Alias                   | Alias                      | Rachel Gibson  | főszereplő (17 epizód)        |
| 2007      |                         | Them                       | Donna Shaw     | különkiadás                   |
| 2010–2011 | Gyilkos elmék           | Criminal Minds             | Ashley Seaver  | főszereplő (13 epizód)        |
| 2012–2015 | Continuum               | Continuum                  | Kiera Cameron  | főszereplő (42 epizód)        |
| 2014      | Született boszorkányok  | Witches of East End        | Isis           | 1 epizód                      |
| 2014      | Doktor Rush             | Rush                       | Corrinne Rush  | 4 epizód                      |
| 2015      | Lángoló Chicago         | Chicago Fire               | Jamie Killian  | 6 epizód                      |
| 2017–2018 | A titkok könyvtára      | The Librarians             | Nicole Noone   | 4 epizód                      |
| 2018      | Elrabolva               | Taken                      | Eve            | 1 epizód                      |
| 2018–2019 | Titánok                 | Titans                     | Angela Azarath | 5 epizód                      |
| 2019      | Az ember a Fellegvárban | The Man in the High Castle | Martha         | 5 epizód                      |
| 2021–2023 |                         | A Million Little Things    | Nicole         | visszatérő szerep (4-5. évad) |

## Fordítás
- Ez a szócikk részben vagy egészben  a   Rachel Nichols (actress) című angol Wikipédia-szócikk fordításán alapul.  Az eredeti cikk szerkesztőit annak laptörténete sorolja fel. Ez a jelzés csupán a megfogalmazás eredetét és a szerzői jogokat jelzi, nem szolgál a cikkben szereplő információk forrásmegjelöléseként.